# Sân bay Rendani
Sân bay Rendani là một sân bay ở Manokwari, Tây Papua, Indonesia (IATA: MKW, ICAO: WASR). Sân bay này có một đường cất hạ cánh dài 2004 m rải bê tông nhựa.

## Hãng hàng không và tuyến bay
| Hãng hàng không | Các điểm đến               |
| --------------- | -------------------------- |
| Batik Air       | Makassar, Sorong           |
| Super Air Jet   | Jayapura, Makassar, Sorong |
| Wings Air       | Fakfak, Nabire, Kaimana    |